# 索思陨击坑
索思陨击坑（South）是火星南海区的一座撞击坑，中心坐标位于南纬76.9度、东经21.9度，直径101.84公里（63.28英里），其名称取自英国天文学家詹姆斯·索思(1785年-1867年)，1973年被国际天文联合会行星系统命名工作组批准接受。

## 描述
距离该陨坑非常近的地方分布有被称为“瑞士干酪”的特征。瑞士干酪特征（SCF）之所以这样命名，是因为它们看上去像瑞士奶酪上的洞孔。2000年，首次通过火星轨道器相机拍摄的图像发现了它们。这些特征通常有数百米宽、8米（26英尺）深，底部平坦，侧面陡峭。它们往往具有相似的豆状外形，尖端指向南极。太阳的角度可能有助于它们变得圆润。在火星夏至附近，太阳可一直保持在地平线以上。因此，圆形凹陷处的崖壁将会受到更强烈阳光的照射，升华速度比坑底更快。造成崖壁升华消退，而坑底保持不变。
随着季节性霜冻的消失，坑壁相对于周边地形似乎明显变暗。据观察，瑞士干酪特征的尺寸逐年增加，平均速率为每年1至3米（3.3英尺到9.1英尺），这表明它们是在水冰层之上的一层二氧化碳薄冰层（8米或26英尺）中形成的。

## 图集

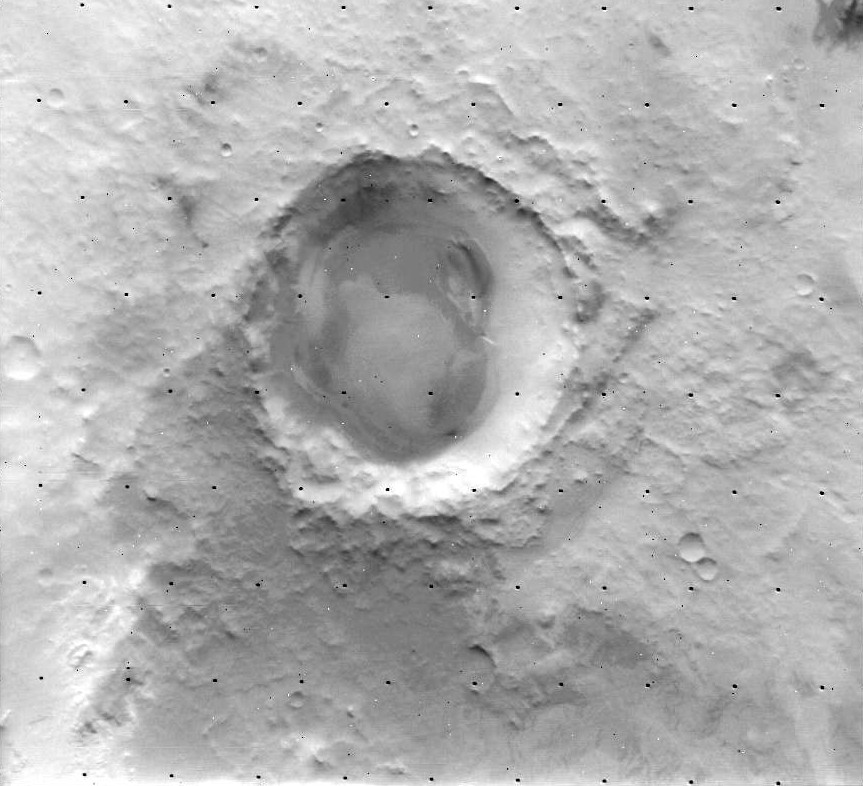
海盗2号轨道器]]拍摄的照片。
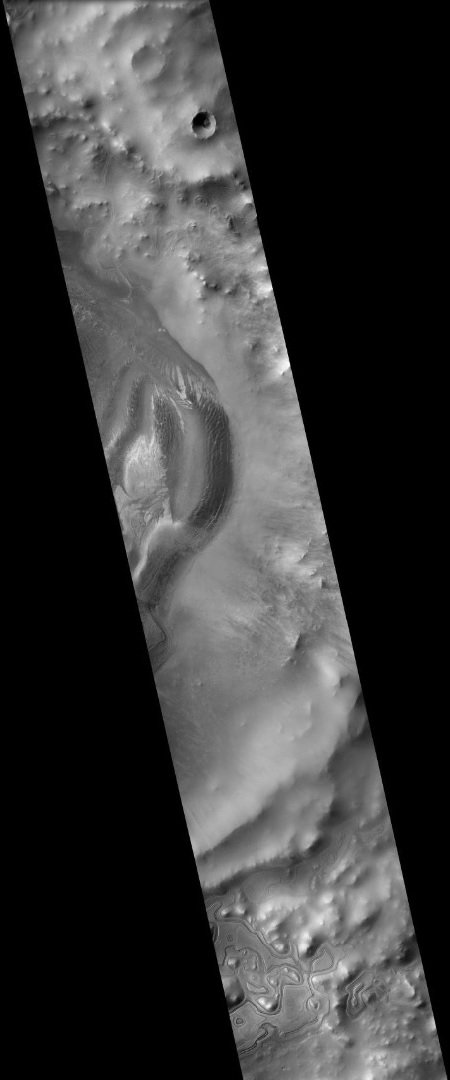
火星勘测轨道飞行器背景相机拍摄的索思陨击坑东侧边缘。
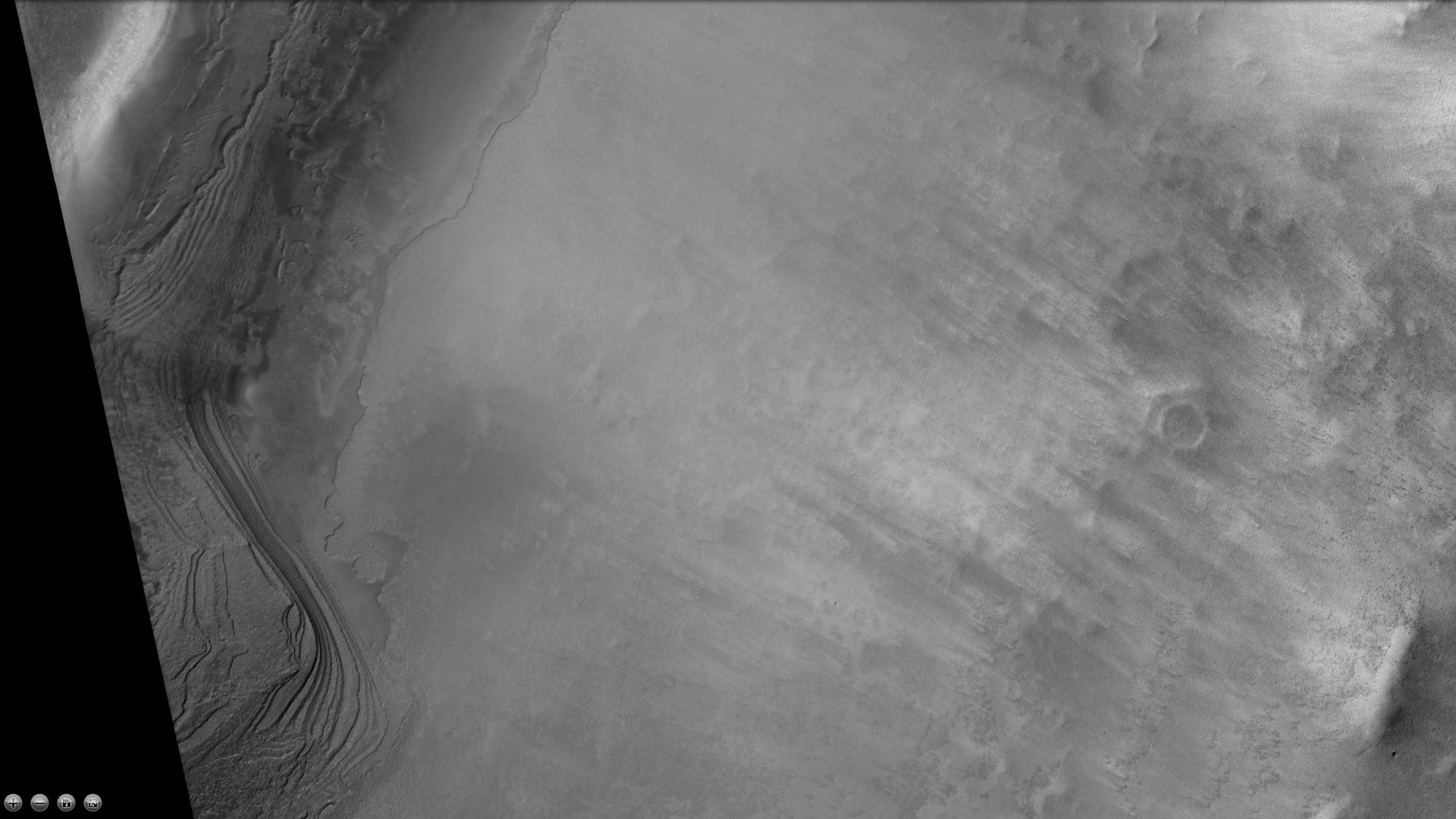
索思陨击坑内土丘南部的地层，注：这是前一幅东侧图像的放大版。
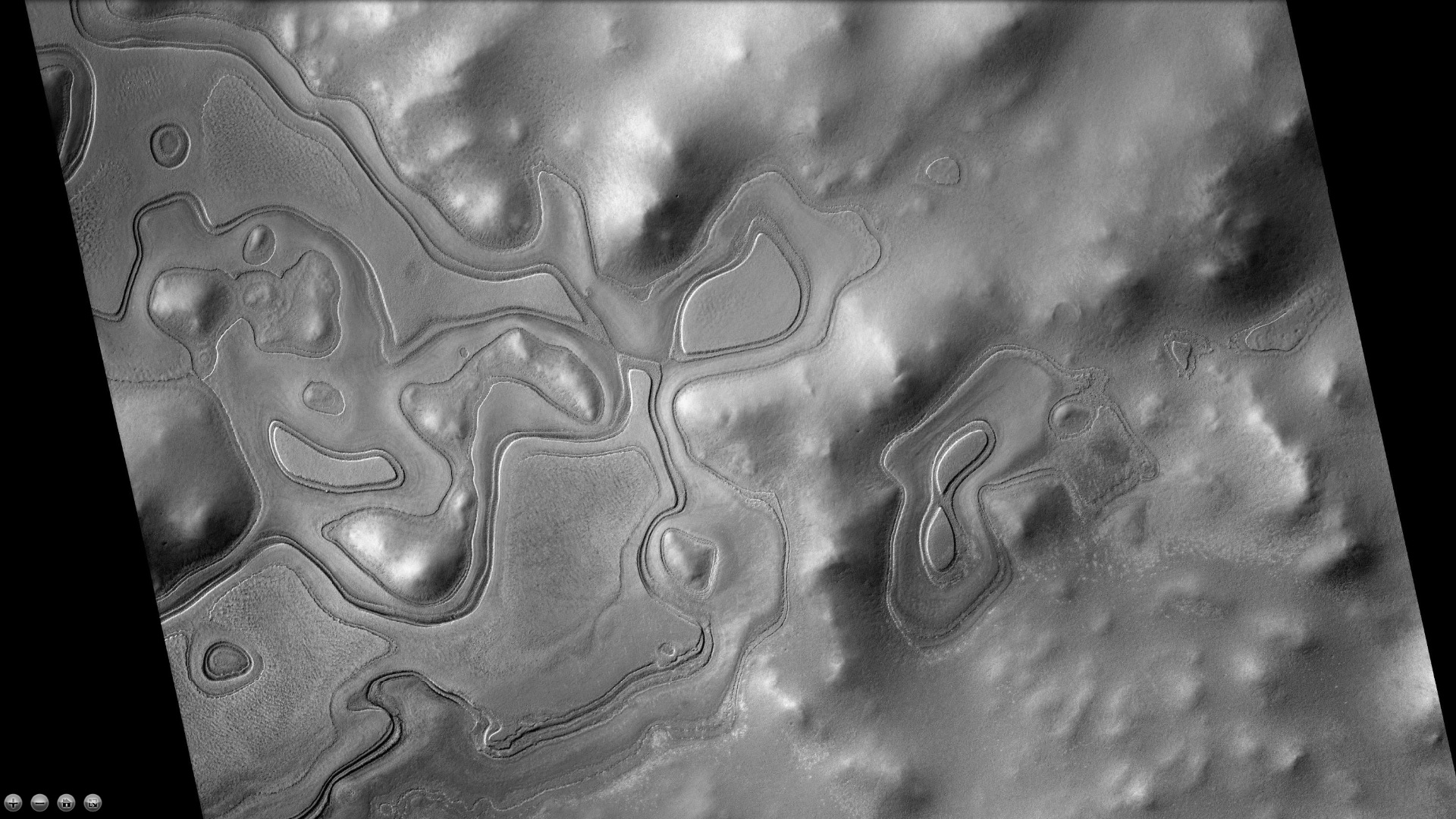
背索思陨击坑外的“瑞士干酪特征”地层，注：这是前一幅东侧图像的放大版。
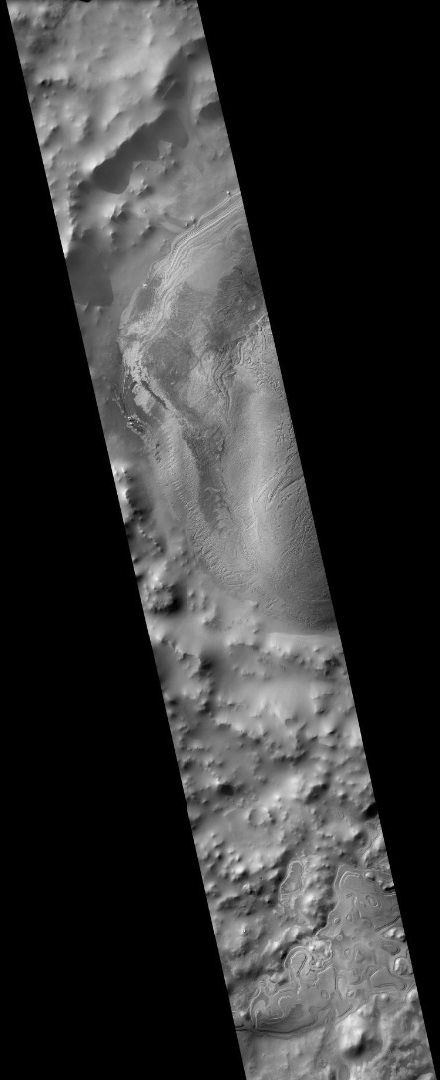
背景相机拍摄的索思陨击坑西侧边缘。
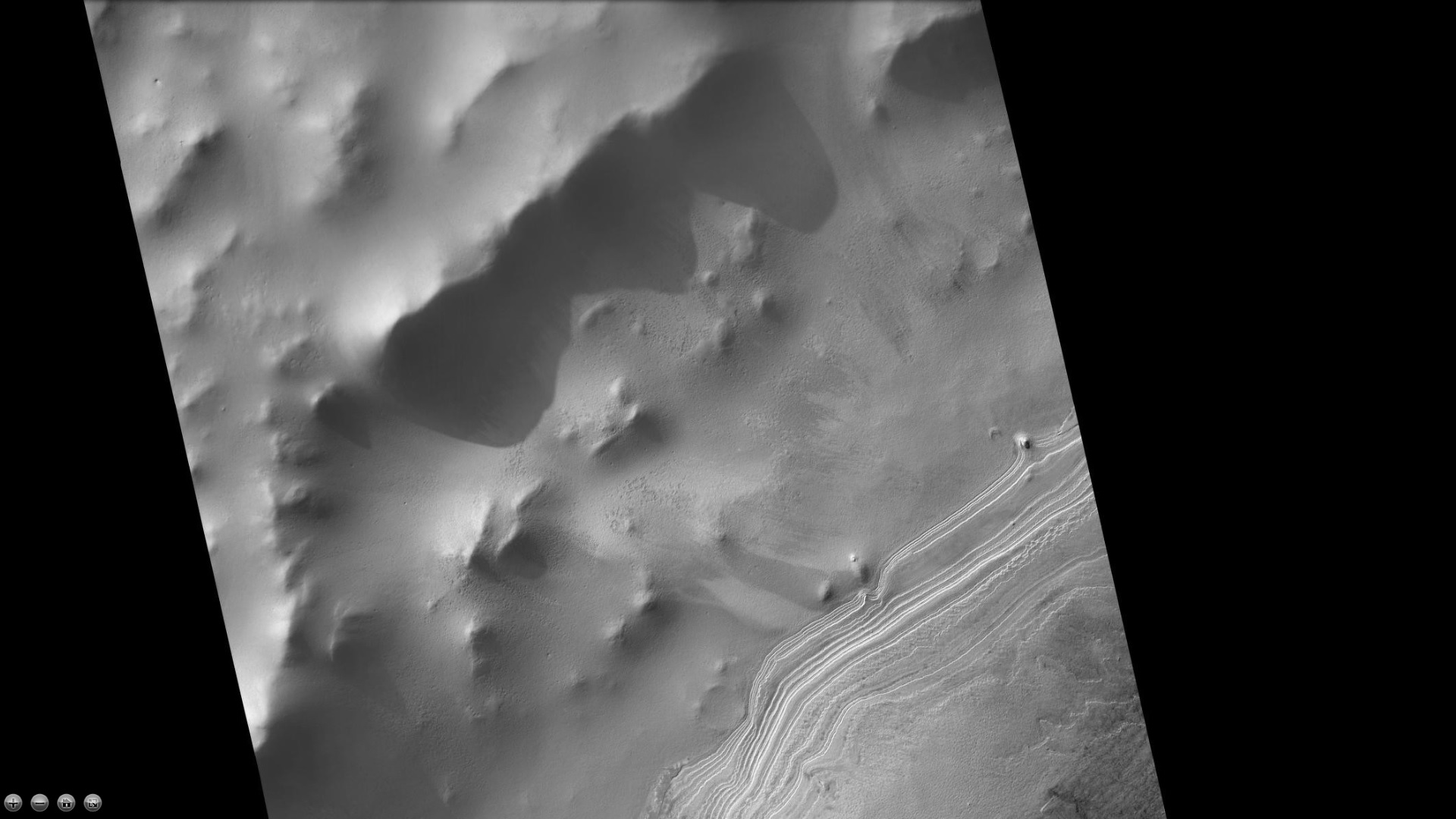
索思陨击坑内西侧土丘中的地层，注：这是前一幅西侧图像的放大版。
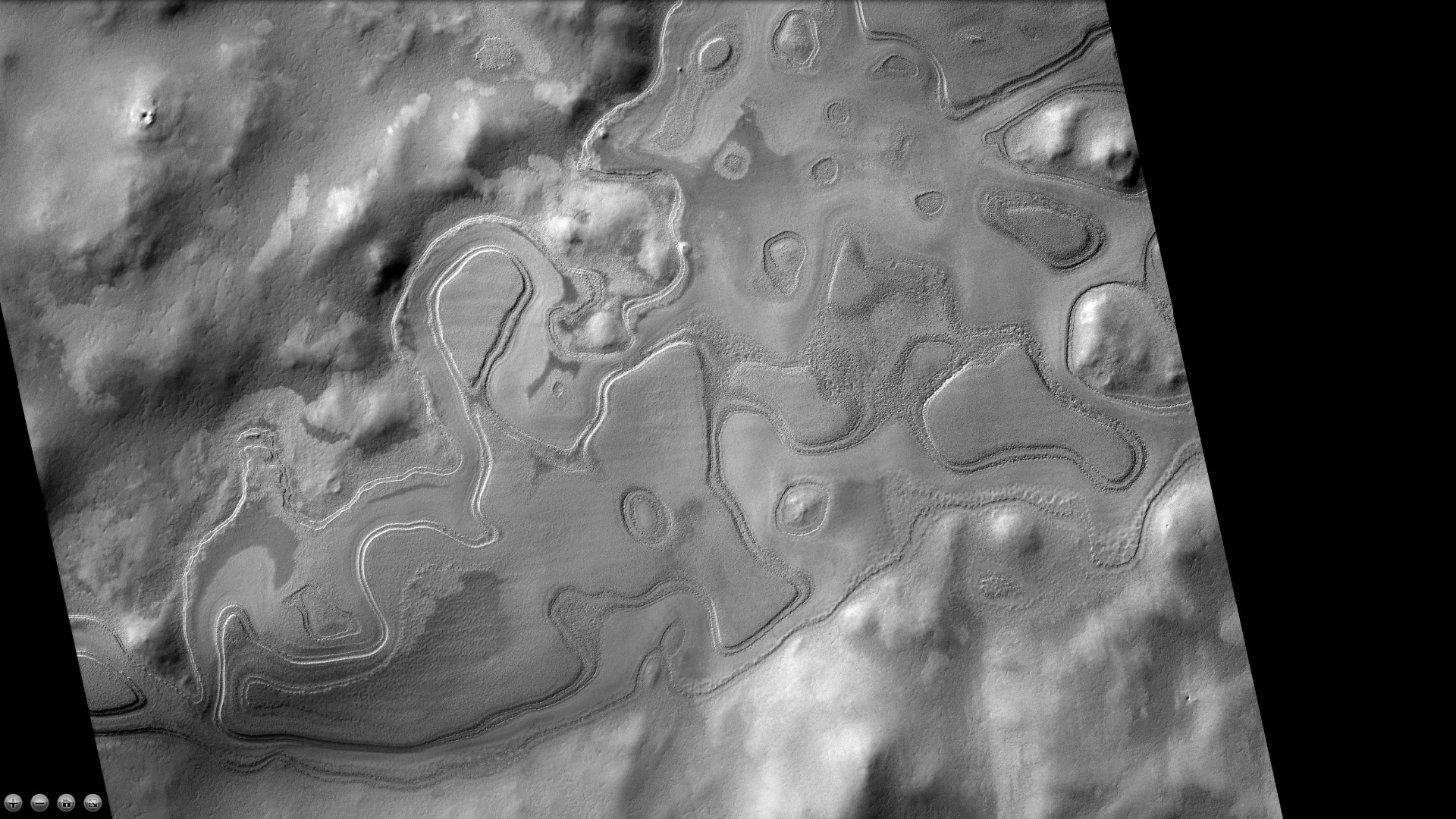
索思陨击坑西侧边缘外的“瑞士干酪特征”地层，注：这是前一幅西侧图像的放大版。

## 另请查看
- 火星撞击坑